# Slammy Award
De Slammy Award was een prijs die door de WWE (voorheen bekend als de World Wrestling Federation (WWF) en World Wrestling Entertainment) werd uitgereikt, waarbij men onderscheidingen, vergelijkbaar met de Oscar en Grammy Award toekende aan professionele worstelaars. Tussen 1986 en 2015 hielden er - met onderbrekingen - twaalf edities van het concept plaats; vier van de WWF en acht van de WWE.

## Geschiedenis
| Editie | Datum            | Stad                        | Locatie                    |
| ------ | ---------------- | --------------------------- | -------------------------- |
| 1986   | December 1986    | Baltimore (Maryland)        | Civic Center               |
| 1987   | 29 maart 1987    | Anaheim (Californië)        | Anaheim Marriott           |
| 1996   | 29 maart 1996    | Anaheim (Californië)        | Anaheim Marriott           |
| 1997   | 21 maart 1997    | Chicago (Illinois)          | Westin Hotel               |
| 2008   | 8 december 2008  | Philadelphia (Pennsylvania) | Wachovia Center            |
| 2009   | 14 december 2009 | Corpus Christi (Texas)      | American Bank Center       |
| 2010   | 13 december 2010 | New Orleans                 | New Orleans Arena          |
| 2011   | 12 december 2011 | Norfolk (Virginia)          | Onbekend                   |
| 2012   | 16 december 2012 | New York                    | Onbekend                   |
| 2012   | 17 december 2012 | Philadelphia (Pennsylvania) | Onbekend                   |
| 2013   | 13 december 2013 | Seattle                     | Onbekend                   |
| 2014   | 8 december 2014  | Greenville (South Carolina) | Bon Secours Wellness Arena |
| 2015   | 21 december 2015 | Minneapolis                 | Target Center              |